# 查尔斯·奥哈拉

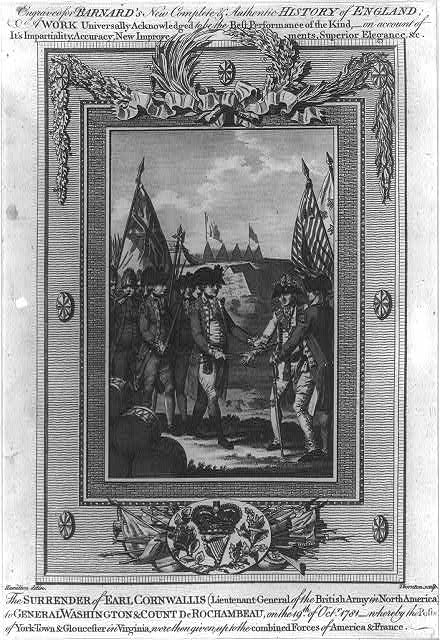
奥哈拉将军将康沃利斯中将的剑交给罗尚博伯爵和华盛顿将军

查尔斯·奥哈拉将军 （英語：Charles O'Hara，1740年—1802年2月25日）是一位出生于葡萄牙的爱尔兰-英国军官，曾在七年战争、美国独立战争和法国大革命战争中在英军服役，后来担任直布罗陀总督。在他的职业生涯中，奥哈拉曾亲自向乔治·华盛顿和拿破仑·波拿巴投降。直布罗陀的奥哈拉炮台就是以他的名字命名。

## 早年生活
查尔斯·奥哈拉出生在葡萄牙王国的里斯本。他是詹姆斯·奥哈拉爵士和其葡萄牙情妇的私生子，（詹姆斯后于1763年晋升陆军元帅）。查尔斯幼年时在西敏公学就读。1752年12月23日，年仅12岁的他成为了第三龙骑兵队的一名信号兵（对于那个时代的人来说12岁参军是一个年轻但并不罕见的年龄）。1756年1月14日，在欧洲爆发重大战争前不久，他成为冷溪卫队第二团的中尉。

## 七年战争
在七年战争期间，奥哈拉在德国担任格兰比侯爵的助手，格兰比侯爵是英国特遣队的高级军官，在不伦瑞克公爵的军队中服役。1762年，他被派往葡萄牙并在他父亲的麾下任职。此外，他也在德国服役过。虽然奥哈拉是个纪律严明不苟言笑的人，但他在的部队中却非常受士兵的欢迎。

## 塞内加尔
1766年7月25日，奥哈拉被任命为数年前刚从法国夺取的殖民地塞内加尔的非洲军团的指挥官，军衔为中校。这支部队由愿意在非洲服役以换取特赦的罪犯组成（多数罪犯都是原英军士兵）。1769年，他被任命为冷溪卫队的上尉。
塞内加尔的经济发展速度令英国人感到失望，奥哈拉作为部队指挥官，也对当地民政不感兴趣。尽管新制定的宪法为欧洲定居者提供了极大的权利，但还是很少有英国殖民者来到西非。塞内加尔及其周边领土最终将在1783年的凡尔赛条约中被法国收回。

## 美国独立战争
1778年7月，奥哈拉中校抵达美洲大陆并立即在新泽西州桑迪胡克指挥一线部队。英军驻美司令亨利·克林顿(Henry Clinton) 将奥哈拉的部队分配在新泽西州海岸。

### 南方战役
1780年10月，奥哈拉晋升为准将，并成为近卫旅的指挥官。在美洲服役的时候，他还成为了查尔斯·康沃利斯中将的副手和好朋友。1781年2月1日，在康沃利斯向丹河追击纳撒尼尔·格林少将的过程中，奥哈拉在北卡罗来纳州考恩福特接连打击了美国民兵。此外，他还在1781年3月15日的吉尔福德县府战役中率领英军反击，最终导致美军的格林将军率他的部队撤出战场。虽然奥哈拉在这场战斗中受了重伤，但在军队向弗吉尼亚州约克镇移动时勉强能够留在军队中。值得注意的是，奥哈拉的侄子是炮兵中尉，在此次战斗中阵亡。

### 约克镇

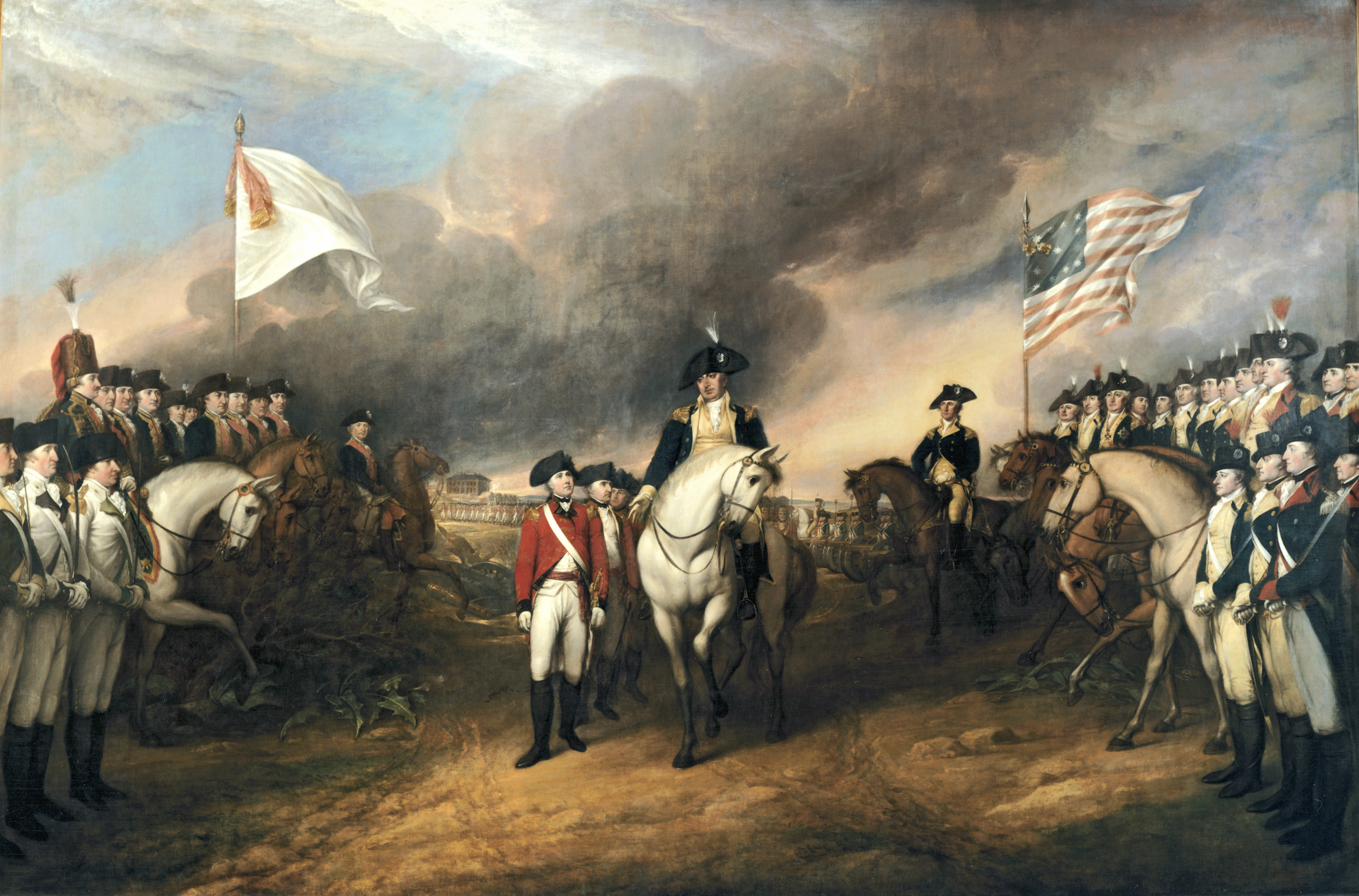
英军在约克镇向美军投降

1781年10月19日，奥哈拉将军作为康沃利斯的副官在约克镇代表英国人投降。他首先试图向法国的罗尚博伯爵投降，后者拒绝了他的剑并将其转交给乔治·华盛顿将军。华盛顿拒绝受降并转给了本杰明·林肯少将，他是华盛顿的二把手，此前林肯曾于1780年5月在查尔斯顿败给了克林顿将军。奥哈拉于1782年2月9日作为战俘被交换，并被派往加勒比地区指挥一支增援分队。随着巴黎条约的签署，美国独立战争结束，他被提升为少将并返回英国。 

#### 投降之剑
关于英军在约克镇的投降之剑的现况有多种说法：有人声称华盛顿将军将其保留了几年，然后将其归还给康沃利斯勋爵，而另一些人则认为这把剑仍在美国手中，也许现在仍在白宫。然而，独立战争历史资深研究员，美国国家公园管理局历史学家杰罗姆·S·格林 (Jerome S. Greene) 在他所著书中写道“奥哈拉伸出了康沃利斯的剑，华盛顿拿起了剑，象征性地握了一会儿，然后还给了奥哈拉” 因此，这个最具象征意义的战利品很可能仍留在原主人手中。

## 战争结束后
1784年，奥哈拉因欠下赌债而从英国逃到欧洲大陆。在意大利期间，他遇到了作家玛丽·贝瑞（Mary Berry），并与她建立了长期的恋爱关系。在康沃利斯帮助他偿还债务后，他得以返回英国。1786年康沃利斯被任命为印度总督时，他提出要带奥哈拉一起去，但奥哈拉拒绝了。
1792年，他以中将军衔被任命为直布罗陀副总督。

## 土伦
1793年，他被提升为中将。1793年11月23日，奥哈拉在法国土伦的马尔格罗夫堡（Fort Mulgrove）被法军抓获，当时法军的指挥官拿破仑也因此被上级注意。同月10日，拿破仑进军围攻土伦，以夺回英军和那不勒斯军队暂时占领的阿雷内斯山。在这场斗争中，拿破仑俘虏了英国将军奥哈拉。在被俘虏前，奥哈拉试图率领一次大胆的出击逃离法军的重围。拿破仑则亲自指挥了这次俘虏行动，并接受了奥哈拉的正式投降。奥哈拉因此被视为“叛乱分子”，随即被关押在卢森堡监狱并受到断头台的威胁。在卢森堡，他和他的随从与一个囚犯同伴、英美革命家托马斯·潘恩(Thomas Paine) 建立了非常友好的关系。奥哈拉接着在巴黎度过了两年的牢狱生涯。
因此，奥哈拉是历史上唯一一个被乔治·华盛顿和拿破仑·波拿巴亲自俘虏的人。

## 晚年
1795年8月，英国用罗尚博伯爵将奥哈拉换回。同年晚些时候，他与玛丽·贝瑞订婚，但当他于1795年12月30日第二次被任命为直布罗陀总督，婚约被取消，因为玛丽不愿意离开英国。1798年，奥哈拉晋升为上将。同时他也因为在直布罗陀建造奥哈拉塔的愚蠢行为而闻名。 
他于1802年2月21日因旧伤引起的并发症在直布罗陀去世，并于2月25日下葬。